# Remphan
Remphan is een geslacht van kevers uit de familie van de boktorren (Cerambycidae). De wetenschappelijke naam van het geslacht werd in 1835 gepubliceerd door George Robert Waterhouse.

## Soorten
Remphan is monotypisch en omvat slechts de volgende soort:
- Remphan hopei Waterhouse, 1835